# 프랑스 왕당파
프랑스 왕당파란 1789년 프랑스 혁명과 나폴레옹 전쟁 당시 프랑스 왕국과 부르봉 왕가를 지지하는 세력들로, 1815년 나폴레옹 전쟁이 끝난 후 부르봉 왕정복고로 다시 정권을 잡았다. 방데 전쟁 등에서 프랑스의 왕정복고와 프랑스 혁명 타도를 목표로 봉기했다.

## 같이 보기
- 방데 전쟁